# Аделаида Савойская
Аделаида Савойская (Аделаида Морьенская) (фр. Adèle de Savoie, Adélaïde de Maurienne, ок. 1092 — 18 ноября 1154, Монмартр, Париж, Франция) — королева Франции в 1115 — 1137 годах, жена короля Франции Людовика VI и Матье I де Монморанси. Аделаида была дочерью графа Гумберта II Савойского и Гизелы Бургундской.

## Биография
Аделаида сочеталась первым браком в Париже, в воскресенье 28 марта 1115 года, с королём Франции Людовиком VI Толстым, который в возрасте 33-х лет стремился к спокойной жизни, хотя в молодости был очень подвижным.
Аделаида была некрасивой, но очень внимательной и крайне набожной. У них было семь сыновей и две дочери. Роберт I де Дрё и Пьер де Куртене были основателями двух важных фамилий.
Людовик VI Толстый умер 1 августа 1137 года. В 1141 году Аделаида заключила второй брак с коннетаблем Матье I де Монморанси, от которого у неё родилась одна дочь.
В 1153 году Аделаида получила свободу от мужа и ушла в аббатство Монмартр, которое она основала вместе со своим сыном королём Людовиком VII, и там умерла 18 ноября 1154 года. Её могила находится в церкви Святого Петра на Монмартре.

## Браки и дети
- 1-й муж: (с 28 марта 1115 года, Париж) Людовик VI (1 декабря 1081 — 1 августа 1137), сын короля Франции Филиппа I и Берты Голландской. Имели 9 детей:
  - Филипп Молодой (29 августа 1116 — 13 октября 1131), соправитель отца, коронован 14 апреля 1129 года.
  - Людовик VII (1120 — 18 сентября 1180), король Франции с 1137 года.
  - Генрих (1121 — 13 ноября 1175) — епископ Бове (1148—1162), затем архиепископ Реймса (1162—1175).
  - Гуго (ок. 1122, умер в младенчестве).
  - Робер I Великий (ок. 1123 — 11 октября 1188), граф де Дрё, основатель Дома Дрё. От одного из его внуков Пьера (1191 — 22 июня 1250), женившегося на наследнице герцогства Бретани, ведет начало линия герцогов Бретани, правившая с 1213 по 1491. Его последний прямой потомок и наследница герцогиня Анна Бретонская (25 января 1477 — 9 января 1514) вышла в 1491 году замуж за Карла VIII, короля Франции, после чего Бретань была присоединена (окончательно в 1531 году) к королевскому домену.
  - Пьер де Куртене (ок. 1126 — 10 апреля 1183), сеньор де Куртене, основатель Дома Куртене, представители которого прославились во время Крестовых походов. Его сын Пьер (Пётр) и два внука Роберт и Балдуин II занимали (соответственно в 1217—1219, 1221—1228, 1237—1261 годах) престол Латинской (Константинопольской) империи, созданной крестоносцами на развалинах Византийской империи после IV Крестового похода.
  - Констанция Французская (ок. 1128—1177); м1 — (с 1140 года) Эсташ IV (1127—1153), также Эсташ де Блуа, граф Булонский — без потомства; м2 — (с 1154 года) Раймунд V (1134—1194), граф Тулузский.
  - Филипп (ок. 1132/1133 — 1161), архидиакон в Париже.
  - дочь (умерла в младенчестве).
- 2-й муж: (с 1141 года) Матье I де Монморанси (ок. 1100—1160), сын Бушара IV де Монморанси и Агнессы де Бомон. Имели 1 дочь:
  - Адель де Монморанси (Аликс или Аэлис).